# PSI Polska
PSI Polska Sp. z o.o. jest firmą programistyczną należącą do międzynarodowego koncernu PSI Software SE, założoną w Poznaniu 14 września 2004 roku. Firma rozwija oprogramowanie dla potrzeb całego koncernu PSI Software SE oraz realizuje wdrożenia systemów w Polsce i za granicą. Rozwiązania PSI obsługują procesy biznesowe w obszarze produkcji, logistyki, energetyki i transportu publicznego.
Poza biurem w Poznaniu, spółka posiada oddziały w Szczecinie i Gliwicach. W 2022 roku zespół PSI Polska liczył ponad 400 osób. W 2021 roku spółka osiągnęła rekordowy przychód w wysokości 104 mln złotych, a w 2022 roku 123 mln złotych.

## Historia
- 14.09.2004 – założenie spółki w Poznaniu.
- 2004 – otwarcie biura w Poznaniu.
- 2016 – otwarcie biura w Szczecinie.
- 2019 – przejęcie od BTC AG 100% udziałów w spółce BTC Business Technology Consulting Sp. z o.o. z siedzibą w Poznaniu[3].

## Szczegóły działalności
PSI Polska tworzy własne oprogramowanie dla przemysłu, które obsługuje procesy biznesowe w obszarze produkcji, logistyki, energetyki i transportu publicznego. W ofercie firmy znajdują się systemy klasy APS, MES, SCADA, WMS, DMS i inne. Wybrane produkty PSI Polska to:
1. PSIpenta/MES – system do harmonogramowania i monitorowania produkcji łączący funkcjonalności systemów klasy APS, MES, SCADA.
2. PSIwms – system do zarządzania magazynem.
3. PSIscada – system do zarządzania oraz sterowania infrastrukturą sieci wodociągowych, kanalizacyjnych i ciepłowniczych.
4. PSItraffic/DMS – oprogramowanie do zarządzania zajezdnią tramwajową, autobusową.
5. PSImarket – obsługa procesu sprzedaży energii od planowania strategicznego do kontroli.
6. PSIcontrol – zaawansowany system SCADA do monitorowania i zarządzania średnimi oraz dużymi sieciami energetycznymi.

## Inne inicjatywy
PSI Polska prowadzi projekty innowacyjne z wykorzystaniem sztucznej inteligencji, których część jest współfinansowana ze środków Narodowe Centrum Badań i Rozwoju.
- Warehouse Intelligence – platforma analiz, planowania i optymalizacji procesów logistycznych oparta na sztucznej inteligencji[5][6][7].
- System wykrywania i lokalizacji wycieków dla rurociągów wielofazowych[8][9][10].

## Współpraca z klientami
W obszarze rozwiązań dla logistyki, firma PSI Polska od 2007 roku obsługuje lidera branży odzieżowej w Polsce, firmę LPP SA, właściciela marek Reserved, House, Cropp, Mohito, Sinsay. Z systemu do zarządzania magazynem PSIwms, w Polsce korzystają także firmy: Empik, CCC, Half Price, Asmet, Inter Cars.
W Poznaniu, firma PSI Polska wdrożyła system zarządzania zajezdnią PSItraffic/DMS w jednej z najnowocześniejszych zajezdni tramwajowych w Europie Środkowo-Wschodniej, MPK Poznań na Franowie.

## Nagrody i wyróżnienia
Firma PSI Polska zdobyła szereg nagród i wyróżnień w swojej branży, takich jak:
- Trzykrotne umieszczenie w rankingu Diamenty Forbes[16]
- Wyróżnienie w konkursie Produkt Innowacyjny 2022 dla projektu Warehouse Intelligence[17]
- Laureat konkursu Premiera Roku w branży TSL w 2022 roku za projekt Warehouse Intelligence[18]
- Medal Prezesa Stowarzyszenie Elektryków Polskich dla symulatora treningowego dyspozytorów[19]
- Puchar Prezesa Polskie Towarzystwo Przesyłu i Rozdziału Energii Elektrycznej dla Centralnego Systemu Rejestracji Zakłóceń PSIcta[20]

## Edukacja
PSI Polska współpracuje z władzami lokalnych uczelni – Uniwersytet Ekonomiczny w Poznaniu, Wydział Matematyki i Informatyki Uniwersytetu im. Adama Mickiewicza w Poznaniu oraz Politechnika Poznańska, organizując zajęcia i wykłady dla studentów. Co roku firma organizuje także mikrokonferencję code _talks dla programistów i pasjonatów programowania.